# Michel Barbeaux
Michel Barbeaux (Ciney, 6 december 1947) is een voormalig Belgisch senator.

## Levensloop
Barbeaux werd beroepshalve assistent en gastlector aan de UCL en inspecteur-generaal van Financiën bij de Waalse Regering.

### Organisatorische loopbaan
Barbeaux werd actief in organisaties die zich bezighouden met ruimtelijke ordening en in organisaties van de Waalse en federale overheid. Zo was hij van 1985 tot 1995 secretaris van het Overlegcomité van de federale regering en van regering van de gemeenschappen en de gewesten.
Ook was hij van 1990 tot 2001 voorzitter van de afdelingen van de Christelijke Mutualiteiten van het arrondissement Dinant en vanaf 2001 voorzitter van de Christelijke Mutualiteiten van de provincie Namen. In 2000 werd hij ondervoorzitter van de Landsbond der Christelijke Mutualiteiten.

### Politieke loopbaan
Barbeaux begon zijn politieke loopbaan als adviseur bij CEPESS, de studiedienst van de PSC en de CVP, een mandaat dat hij uitoefende tot in 1977. Daarna was hij van 1977 en 1979 kabinetsattaché van toenmalig vice-eerste minister en minister van het Openbaar Ambt Léon Hurez, van 1979 tot 1995 adviseur en later adjunct-kabinetschef van toenmalige eerste ministers Wilfried Martens (1979-1981 en 1981-1992), Mark Eyskens (1981) en Jean-Luc Dehaene (1992-1995) en van 1992 tot 1998 was hij afgevaardigde van toenmalig minister van Financiën Philippe Maystadt bij het Paleis voor Schone Kunsten.
Hij werd zelf politiek actief bij de PSC en was van 1998 tot 2002 nationaal secretaris van de partij voor de Openbare Diensten. Van 1995 tot 1999 zetelde hij voor het arrondissement Dinant-Philippeville in het Waals Parlement en in het Parlement van de Franse Gemeenschap en van 2000 tot 2003 zetelde hij als rechtstreeks gekozen senator in de Senaat als opvolger van Philippe Maystadt.
Daarnaast was Barbeaux van 1983 tot 2012 gemeenteraadslid en van 2006 tot 2012 schepen van Ciney. Nadat hij in 2012 de gemeentepolitiek van Ciney verliet, werd hij deeltijds adviseur op het kabinet van staatssecretaris Melchior Wathelet.

## Onderscheidingen
Op 15 november 1989 werd hij benoemd tot officier in de Kroonorde en op 11 mei 2003 werd hij benoemd tot officier in de Leopoldsorde.